# Finna die Kluge
Finna die Kluge (Sagan af Finnu forvitru) ist ein isländisches Märchen.

## Handlung
Ein hoher Amtmann namens Thrand hatte einen Sohn, der Sigurd hieß und eine Tochter, die auf den Namen Finna hörte und mehr als andere wusste. Letztere war zudem sehr klug und so bat sie ihren Vater, als der sich anschickte, ein Thing aufzusuchen, sie niemandem zur Frau zu versprechen, es sei denn, sein Leben würde davon abhängen. Der Amtmann versprach es ihr und wies auf dem Thing alle Freier ab. Auf dem Rückweg jedoch kam ihm der kriegerische Geir entgegengeritten und stellte den Vater, der die Bitte um Finna erneut abschlug, vor die Wahl, sie ihm entweder zu geben oder zu sterben. So willigte Thrand ein und zwei Wochen später zog Finna zusammen mit ihrem Bruder in das große Gehöft von Geir, dem auch etliche Rinder, Galtschafe und Pferde gehörten.
Am Weihnachtsabend jedoch verschwand Geir und als das Fest zu Ende war, nahm Finna ihren Bruder Sigurd, um mit ihm zusammen ein Boot am Meeresstrand zu besteigen, womit sie zu einer kleinen Insel ruderten. Finna ging dort allein an Land und gelangte zu einem Haus, in dem sie ihren Mann fand, der in den Armen einer anderen Frau lag. Sie kehrte daraufhin mit Sigurd zurück in das Gehöft, tat so, als ob nichts gewesen wäre und als Weihnachten vorüber war, kam auch Geir wieder zurück, zusammen mit einem kleinen Kind, von dem er nicht wusste, wo es herstammte.
Das darauffolgende Weihnachten verlief nicht anders und als Finna dann zum dritten Mal ihren Gatten in dem Haus auf der Insel aufsuchte, begann dieser plötzlich zu sprechen. Er erzählte Finna, dass die Frau neben ihm seine Schwester Ingibjörg sei und ihr Vater der König von Gardariki (Russland) war, den seine neue Frau vergiftet hatte und da sich die beiden Geschwister der Stiefmutter dann nicht beugen wollten, verfluchte sie die beiden drei Kinder miteinander zu zeugen. Dadurch, dass Finna aber geschwiegen hatte, waren sie nun erlöst. Sigurd und Ingibjörg verlobten sich daraufhin und zogen nach Gardariki, wo Sigurd sich das Land unterwarf und Geirs Stiefmutter von Pferden in zwei Hälften reißen ließ. Geir aber wurde Amtmann nach Thrand und hatte Kinder und Nachkommen mit Finna.

## Versionen und Hintergrund
Diese Version entstammt einer Handschrift aus dem Det Arnamagnæanske Institut, Kopenhagen und wurde in dem Werk Munnmælasögur 17. aldar. (Reykjavík 1955, S. 64–67) von Bjarni Einarsson abgedruckt. Die Handschrift wurde 1726 in Kopenhagen von Þórður Magnússon, dem Neffen von Árni Magnússon, geschrieben und ist die älteste Quelle für die Geschichte. Nach jedem Mal, wenn Finna ihren Gatten im Bett mit der anderen Frau entdeckt, sagt sie eigentlich eine Strophe auf, jedoch fehlen in dem Text bei den ersten beiden Begegnungen diese Strophen, was aber nicht ungewöhnlich ist. Die Geschichte ist eine Mischung aus Märchen und Elbensage und außerhalb von Island nicht belegt. Der Deutsche Titel lautet Finna die Kluge.
Das Märchen ist auch in dem Werk Íslenzkar þyóðsögur og ævintýri. Ný útgáfa. (Reykjavík 1954–1961, Band II, S. 368–371), das Märchen von Jón Árnason enthält, zu finden und wurde ins Deutsche auch als Finna und der Königssohn übersetzt. Weitere sehr ähnliche Versionen finden sich in Konrad Maurers Isländische Volkssagen der Gegenwart. Vorwiegend nach mündlichen Überlieferungen gesammelt und verdeutscht. (Leipzig 1860, S. 282–284), in Josef Calasanz Poestions Isländische Märchen – Aus den Originalquellen übertragen (Wien 1884, S. 186–191, dt. Titel: Finna, die Vorwitzige), in dem Werk Die neuisländischen Volksmärchen. Ein Beitrag zur vergleichenden Märchenforschung (Halle 1902, S. 85–88, dt. Titel: Finna, die Voraussichtige) von Adeline Rittershaus und bei Naumann (S. 47–51).
Eine weitere Version erschienen in der Reihe Märchen europäischer Völker des Bertelsmann-Verlags (Isländische Märchen, Titel: Die kluge Finna).